# 1-broom-4-fluorbenzeen
1-broom-4-fluorbenzeen is een gehalogeneerde aromatische koolwaterstof met als brutoformule C6H4BrF. Het is een heldere, kleurloze tot lichtgele vloeistof, die onoplosbaar is in water.

## Synthese
De bromering van fluorbenzeen met dibroom in aanwezigheid van een gepaste katalysator levert 1-broom-4-fluorbenzeen als voornaamste reactieproduct. De isomeren 1-broom-2-fluorbenzeen en 1-broom-3-fluorbenzeen zijn nevenproducten van de reactie. Als katalysator kan ijzervijlsel gebruikt worden.

## Toepassingen
1-broom-4-fluorbenzeen is een tussenproduct bij de bereiding van landbouwchemicaliën en andere organische stoffen. Het afgeleide Grignard-reagens, 4-fluorfenylmagnesiumbromide, wordt gebruikt bij de synthese van citalopram en escitalopram.
De stof wordt ook gebruikt als interne standaard voor gaschromatografie-massaspectrometrie (GC-MS) bij de bepaling van vluchtige organische stoffen.

## Toxicologie en veiligheid
1-broom-4-fluorbenzeen is ontvlambaar en irriterend voor de ogen, luchtwegen en de huid.